# Acanthoscelides centromaculatus
Acanthoscelides centromaculatus is een keversoort uit de familie bladkevers (Chrysomelidae). De wetenschappelijke naam van de soort werd in 1868 gepubliceerd door Allard.